# Институт математических проблем биологии РАН
Институт математических проблем биологии РАН — филиал Федерального государственного учреждения «Федеральный исследовательский центр Институт прикладной математики им. М. В. Келдыша Российской академии наук» (сокращенно: ИМПБ РАН — филиал ИПМ им. М. В. Келдыша РАН), так стало выглядеть официальное название института по итогам реорганизации 2015—2016 гг.
Предназначение института состоит в разработке математических и вычислительных методов для биологических исследований, а также непосредственном решении задач вычислительной биологии с использованием таких методов.
Институт издаёт научный журнал «Математическая биология и биоинформатика».

## Структура института
В состав института входят:
- Лаборатория кристаллографии макромолекул
- Лаборатория квантово-механических систем
- Лаборатория молекулярной динамики
- Лаборатория нейронных сетей
- Лаборатория прикладной математики
- Лаборатория вычислительной экологии
- Отдел перспективных информационных технологий
  - Лаборатория обработки данных
  - Лаборатория биоинформатики
- Отдел вычислительных и информационных ресурсов

## Научная деятельность

### Научные направления
- Теоретические разработки;
  - теоретические основы нанобиоэлектроники;
  - развитие спектрально-аналитических методов обработки данных биологических экспериментов;
  - развитие численно-аналитических методов обработки данных биологических экспериментов;
  - аналитические решения интегро-дифференциальных уравнений;
  - методы анализа динамических систем.
- Анализ данных
  - анализ активности головного мозга человека;
  - развитие методов оценки биоразнообразия растительного покрова;
  - разработка алгоритмов и программ для изучения геномных последовательностей: распознавание кодирующих областей и участков однородности;
  - развитие компьютерные методов исследования первичных структур биополимеров;
  - разработка новых методов сравнения биополимеров и их применение к распознаванию типа пространственной структуры белков;
  - создание новых методов расшифровки структуры комплексов биологических макромолекул на основе данных по рассеянию рентгеновских лучей и нейтронов;
  - разработка методов получения, обработки и анализа цифровых изображений в биологии и медицине.
- Вычислительная биология
  - имитационное моделирование динамики биомолекулярных систем;
  - нейросетевые модели обработки информации в структурах мозга;
  - растущие случайные графы и их приложение в математической нейробиологии;
  - исследование моделей потенциал-зависимых ионных каналов возбудимых биомембран;
  - программное обеспечение для изучения метаболизма клетки;
  - математические модели в биомеханике;
  - численное решение задач кардиофизики.
- Синергетика (включая такие разделы как: Динамическая система, Теория хаоса, Неравновесная термодинамика, Системная биология)
  - исследование нелинейных моделей автолокализованных состояний в конденсированных средах;
  - асимптотические методы и численное моделирование в исследовании волн возбуждения;
  - бифуркации в дифференциальных уравнениях, описывающих системы с симметриями;
  - бифуркации в функциональных дифференциальных уравнениях и феномены бифуркационной памяти.
- Биоинформатика
- Параллельные вычисления
  - развитие высокопроизводительного вычислительного кластера;
  - технологии CUDA.

### Специализированные научные проекты
- проект «Математическая клетка»[5];
- проект «Обобщённый спектрально-аналитический метод» (ОСАМ)[6][7][8].

### Преподавательская и общественная деятельность
Сотрудники института читали курсы лекций в Пущинском государственном университете (ПущГУ); А. М. Молчанов являлся организатором Учебного центра математической биологии ПущГУ и его деканом с 1994 по 2005 гг, а также руководителем магистерской программы «Моделирование биологических систем» ПущГУ (1994—2011).
Начиная с 2006 г., раз в каждые два года институт проводит конференцию «Математическая биология и биоинформатика».

## История
Институт был образован 17 февраля 1972 года в Пущино, директором назначен А. М. Молчанов. До 1992 г. носил название Научно-исследовательский вычислительный центр (НИВЦ) АН СССР; до февраля 2016 г. именовался как Федеральное государственное бюджетное учреждение науки Институт математических проблем биологии Российской академии наук (Институт математических проблем биологии, ИМПБ РАН).

### Вехи
- 17 февраля 1972 — организован Научно-исследовательский вычислительный центр (НИВЦ) АН СССР;
- 1972 — создан отдел вычислительной техники (заведующий — В. Г. Ерохин);
- 1983 — создан отдел информатики (заведующий — В. В. Корнилов); позднее преобразован в сектор информационно-поисковых систем (заведующий — В. В. Васильчиков), работавший до 1989 года;
- 1984 — группа сопровождения задач отдела вычислительной техники преобразована в отдел организации вычислительных работ (заведующий — В. А. Королев);
- 1986 — создан Сектора проблем компьютерного обучения (заведующий Р. М. Борисюк);
- 1990 — организован сектор математических проблем биомеханики
- 1992 — НИВЦ АН СССР переименован в Институт математических проблем биологии (ИМПБ) РАН; расформированы отделы вычислительной техники и организации вычислительных работ;
- 1998 — новым директором института избран д. ф-м. н. В. Д. Лахно
- 2000 — создан Межинститутский отдел вычислительных и информационных ресурсов (МОВИР)
- 2004 — создана лаборатория биоинформатики
- 2015 — решением ФАНО институт присоединён к Институту прикладной математики[2]

### Руководители
- Молчанов, Альберт Макарьевич (1972—1998, директор)
- Лахно, Виктор Дмитриевич (1998—2016, директор)
- Лахно, Виктор Дмитриевич (с 2016 г., руководитель филиала)

### Известные сотрудники
- Дедус, Флоренц Фёдорович
- Молчанов, Альберт Макарьевич
- Шноль, Эммануил Эльевич